# Galium arenarium
Galium arenarium es una especie de planta herbácea perteneciente a la familia de las rubiáceas. Es nativa de la costa del Océano Atlántico en el oeste de Francia y norte de España.

## Descripción
Es una planta herbácea perennifolia que alcanza un tamaño de 10-30 cm de altura, con el tronco reptante y los tallos cuadrangulares postrados,  glabros, muy ramificados, las hojas en verticilos de 6-10, poco espaciadas,  lineal-oblongas, mucronadas y con bordes brillantes y rugosos. Tiene pocas flores de color amarillo brillante, en pedicelos cortos.

## Taxonomía
Galium arenarium fue descrita por Jean Louis August Loiseleur-Deslongchamps y publicado en Flora Gallica 85, en el año 1828.
Etimología
Galium: nombre genérico que deriva de la palabra griega gala que significa  "leche",  en alusión al hecho de que algunas especies fueron utilizadas para cuajar la leche.
arenarium: epíteto latíno que significa "relacionada con la arena".
Sinonimia
- Galium hierosolymitanum Thore[5]